# حلاوة الروح
مسلسل سوري عربي مشترك، تدور أحداثه في سوريا ولبنان ومصر والإمارات العربية المتحدة و يغطي جزء من فترة شهد خلالها العالم العربي تقلبات سياسية متسارعة عرفت بفترة الربيع العربي. يتابع المسلسل قصة حب بين شاب وشابة من سوريا قررا العودة إلى بلدهم بعد نزوحهم منه بغرض تصوير فيلم وثائقي عن الحرب الأهلية السورية و تتقاطع هذه القصة مع قصة حب قديمة بدأت منذ 30 عاماً بين صحفي مصري وصحفية لبنانية خلال الحرب الأهلية اللبنانية حيث يلتقيان من جديد خلال رحلة بحث الصحفي المصري عن ابنته المخطوفة في سوريا. عرض المسلسل للمرة الأولى خلال شهر رمضان من عام 2014. على تلفزيون أبوظبي

## الممثلون
- غسان مسعود
- خالد صالح
- دانا مارديني
- مكسيم خليل
- نسرين طافش
- فرح بسيسو
- رولا حمادة
- رافي وهبي
- كندة علوش
- رودني حداد
- جلال شموط
- عبد المنعم عمايري[3][4]
- علاء الزعبي

## الإخراج
المسلسل من إخراج المخرج التونسي شوقي الماجري.

## التأليف
المسلسل من تأليف الكاتب السوري رافي وهبي.

## الإنتاج
المسلسل من إنتاج اللبنانية رولا ثلج.

## الجهات المنتجة
- Moon & Stars
- Tayeh Enterprise
- Quick Motion Productions

## أماكن التصوير
صُور المسلسل في بيروت و القاهرة و دبي.